# Fricativa retrofleja eyectiva
La fricativa retrofleja eyectiva es un sonido consonántico no pulmonar utilizado en algunos idiomas hablados, el símbolo en el alfabeto fonético internacional es el de una fricativa retrofleja sorda ⟨ʂ⟩, modificada por el apóstrofo que tienen las consonantes eyectivas para separar las consonantes normales de la eyectivas, su símbolo equivalente en X-SAMPA es «s`_>».

## Características
- Es una consonante fricativa, lo que significa que parte de su sonido es generado en la boca por las vibraciones de una turbulencia causada por la corriente del aire expulsado.
- Su punto de articulación es retroflejo, lo que prototípicamente significa que está articulado subapical (con la punta de la lengua doblada hacia arriba), pero más generalmente significa que es postalveolar sin palatalizarse. Es decir, además de la articulación subapical prototípica, el contacto de la lengua puede ser apical (puntiagudo) o laminal (plano).
- Su tipo de fonación es sorda, lo que significa que las cuerdas vocales no vibran durante la articulación.
- Es una consonante central , lo que significa que se produce dirigiendo la corriente de aire a lo largo del centro de la lengua, en lugar de hacia los lados.
- Es una consonante oral, lo que significa que el aire puede escapar únicamente por la boca.
- El mecanismo de la corriente de aire es eyectivo (egresivo glótico), lo que significa que el aire es expulsado al bombear la glotis hacia arriba.

## Ocurre en
| Idioma   | Idioma   | Palabra               | AFI                   | Significado           |
| -------- | -------- | --------------------- | --------------------- | --------------------- |
| Keresano | Keresano | [ ejemplo requerido ] | [ ejemplo requerido ] | [ ejemplo requerido ] |